# Fehrbelliner Platz
Fehrbelliner Platz – plac w Berlinie, w Niemczech, w dzielnicy Wilmersdorf, okręgu administracyjnym Charlottenburg-Wilmersdorf. Został wytyczony w latach 30. XX wieku.
Przy placu znajduje się stacja metra linii U3 Fehrbelliner Platz.